# TV-Shop
TV-Shop är ett marknadsföringsföretag ägt av Guthy-Renker. Det blev känt i Europa genom att vara en av de tidigaste fri-tv kanalerna på Astrasatelliten.
Företaget grundades 1988 av Janne Sjöwall med Jan Stenbecks Medvik/Kinnevik som huvudägare och finansiär. Enligt Sjöwall hade han haft en idé om att starta shoppingverksamhet via TV, läste att Stenbeck hade samma planer, tog kontakt med Stenbeck och fick uppdraget att bygga upp verksamheten. När Modern Times Group bildades flyttade TV-Shop till det bolaget.
Inledningsvis sände man i TV3, senare även i andra kanaler. Ett omfattande samarbete med Eurosport inleddes den 1 mars 1999, vilket ledde till att TV-Shop sände på morgnar på Eurosport i 47 länder.
År 2007 sålde MTG företaget till Guthy-Renker.

## Källhänvisningar
1. ↑  Glättade säljshower förför dig i TV, Dagens Nyheter, 9 november 1994
2. ↑  Eurosport och TV-shop satsar på TV och Internet, Dagens Media, 9 februari 1999
3. ↑  Eurosport and MTG's TV-Shop Europe to join forces on TV and on the Internet, Modern Times Group, 8 februari 1999